# 新沙迪格羅夫 (阿肯色州)
新沙迪格羅夫（英語：New Shady Grove）是位於美國阿肯色州聖弗朗西斯縣的一個非建制地區。該地的面積和人口皆未知。

## 地理
新沙迪格羅夫的座標為35°07′55″N 90°26′41″W / 35.13194°N 90.44472°W，而該地的平均海拔高度為63米（即207英尺）。